# Merulius
Merulius — рід грибів родини Meruliaceae. Назва вперше опублікована 1821 року.